# ヴァイオリン協奏曲 (ブリテン)
ヴァイオリン協奏曲（ヴァイオリンきょうそうきょく、Concerto for violin and orchestra）作品15は、ベンジャミン・ブリテンが作曲したヴァイオリン協奏曲。

## 概要
1939年夏に、カナダのケベック州サン・ジョヴィットで書き上げられ、同地で完成された。作曲の動機については不明確だが、1939年のこの時期はチェコスロヴァキアが崩壊し、9月3日にはイギリスとフランスの対ドイツ宣戦によって第二次世界大戦が始まった時期でもある。恐らく戦火を避けながらも、反戦の意を表していると思われる。
初演は翌1940年3月27日、ジョン・バルビローリが指揮するニューヨーク・フィルハーモニックの定期演奏会で行なわれ、独奏者はスペイン出身のヴァイオリニスト、アントニオ・ブローサが担当した。なお、ブリテンは1958年に改訂を加えて決定版としたが、改変したのはほんのわずかな部分であったという。決定版の初演は1958年12月12日、トーマス・ビーチャム指揮、ロイヤル・フィルハーモニー管弦楽団とブロニスワフ・ギンペルのヴァイオリンの演奏で、ロイヤル・フェスティバル・ホールにて行なわれた。

## 構成
3楽章からなり、演奏時間は約32分。
第1楽章 モデラート・コン・モート
ティンパニの音型による短い導入部で開始し、後から入ってくる独奏ヴァイオリンの長いカンティレーナに対して音型はリズムのオスティナートとして用いられる。独奏ヴァイオリンの歌は静かで内省的な旋律である。短いカデンツァの後で管弦楽がその旋律を反復したあと、弱音器を付けたホルンのコラール風の伴奏を背景として、独奏ヴァイオリンの奏する第2主題の登場によってドラマティックとなる。再現部は高弦による第1主題の回想で開始され、独奏ヴァイオリンが導入部の音型を繰り返しながら合流する。そして静かなコーダが楽章を終結させる。
第2楽章 ヴィヴァーチェ
スケルツォ楽章である。強烈なリズムの音型が独奏ヴァイオリン、次いでファゴットに現れ、男性的な主要主題のための舞台を用意する。独奏ヴァイオリンには様々な技巧が要求され、グリッサンド、ハーモニックス、3度・6度・オクターヴ・10度による息もつけないような音階的なパッセージが要求される。オーケストレーションも創意豊かで、再現部の発足における弦楽の高音のトレモロを添えた2つのピッコロとソロ・テューバのデュエットなど、奇想をきわめている。再び冒頭の荒々しい舞曲調が戻ってきてから長大なカデンツァが次の楽章へのつなぎとして現れる。
第3楽章 アンダンテ・レント
パッサカリアで独創ヴァイオリンが第1楽章の第1主題を取り上げているとき、トロンボーンが荘重な美しさをたたえるパッサカリア主題を導入する。曲はフーガ風の冒頭部分の後に9つの変奏が続く。独奏ヴァイオリンは単に主題に対して装飾する部分と、第6変奏の積極的に参加する場合もある。徐々に半音階手法を捨て去っていき、最後の2つの変奏では透明な全音階的和音となり、安定した静謐感を与える。独奏ヴァイオリンの祈りに似た叫びとともに、最後の「レント・エ・ソレンネ」の部分によって、曲は消え去っていくように終結する。